# 菊本直次郎

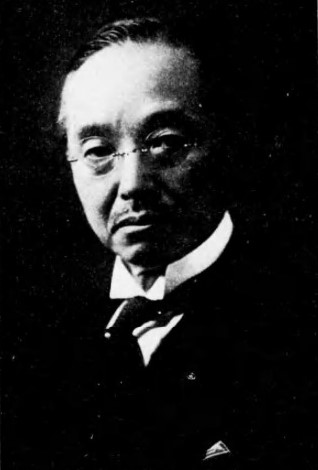
菊本直次郎

菊本 直次郎（きくもと なおじろう、1870年10月6日（明治3年9月12日） - 1957年（昭和32年）10月28日）は、日本の実業家。三井銀行取締役会長や寿重工業取締役会長、日本パルプ工業取締役を歴任。松尾芭蕉の研究家としての顔も持つ。

## 来歴
1870年（明治3年）、藤堂家旧臣菊本保有の次男として伊賀国阿拝郡上野萬町（現・三重県伊賀市）に生まれる。
1892年（明治25年）12月、慶應義塾大学部理財科（現在の経済学部）を第一期生として卒業。翌年、三井銀行に入行。
1918年（大正7年）1月、三井銀行常務取締役に就任。
1934年（昭和9年）、三井銀行取締役会長に就任。当時、三井銀行では社長制から会長制へ変わったため、菊本は初代会長となった。
1938年（昭和13年）、寿重工業取締役会長に就任。
1939年（昭和14年）、日本パルプ工業株式会社取締役に就任。